# Vasilij Sapelnikov
Vasilij Lvovitj Sapelnikov (ryska: Василий Львович Сапельников), född 2 november (gamla stilen: 21 oktober) 1867 i Odessa, Kejsardömet Ryssland död 17 mars 1941 i San Remo, var en rysk pianist.
Sapelnikov, som var lärjunge till Louis Brassin och Sophie Menter vid Sankt Petersburgs musikkonservatorium, framträdde på konsertresor (i Stockholm 1892 och på nytt 1910), och utmärkte sig i synnerhet som uttolkare av Ludwig van Beethoven och Frédéric Chopin. Han var 1897–1899 musikpedagog vid konservatoriet i Moskva, men var senare bosatt i Tyskland. Förutom pianostycken komponerade han en opera, Kanen och hans son.